# Vanderley Dias Marinho
Vanderley Dias Marinho, mais conhecido como Derley, (São Luís (Maranhão), 29 de dezembro de 1987) é um  futebolista brasileiro. 
Derley começou a sua carreira profissional no Brasil, tendo jogado nas últimas temporadas em clubes como o Ceará, o Tirandentes, o Cruzeiro de PA e, mais recentemente, no Madureira. Em Junho de 2013 assinou contrato válido por quatro épocas com o Club Sport Marítimo. Mais tarde em Junho de 2014 transferiu-se para o Sport Lisboa e Benfica.
Em 2015, foi emprestado ao Kayserispor.

## Títulos
Benfica
- Supertaça Cândido de Oliveira: 2014
- Primeira Liga de 2014–15
- Taça da Liga: 2014–15

CD Aves
- Taça de Portugal: 2017–18

Chonburi
- Thai League 2 : 2024–25